# Osiris opsionomus
Osiris opsionomus är en biart som beskrevs av Shanks 1987. Osiris opsionomus ingår i släktet Osiris och familjen långtungebin. Inga underarter finns listade i Catalogue of Life.